# آدام کانلی
آدام کانلی (انگلیسی: Adam Connolly؛ زادهٔ ۱۰ آوریل ۱۹۸۶) بازیکن فوتبال اهل بریتانیا است.
از باشگاه‌هایی که در آن بازی کرده‌است می‌توان به باشگاه فوتبال گلاستر سیتی، باشگاه فوتبال بث سیتی، و باشگاه فوتبال چلتنهام تاون اشاره کرد.